# Spencer Tracy

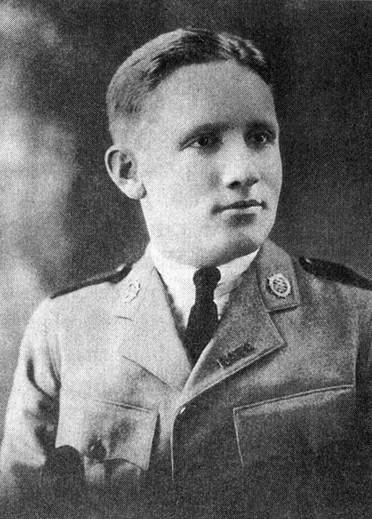
Jahrbuchfoto der Northwestern Military and Naval Academy von Spencer Tracy (1919)

Spencer Bonaventure Tracy (* 5. April 1900 in Milwaukee, Wisconsin; † 10. Juni 1967 in Beverly Hills, Kalifornien) war ein US-amerikanischer Filmschauspieler. Tracy, der seine Laufbahn auf der Bühne begann und später 20 Jahre lang zu den Spitzenstars von Metro-Goldwyn-Mayer gehörte, gilt als einer der größten Charakterdarsteller des 20. Jahrhunderts. Er gewann 1938 und 1939 den Oscar als bester Hauptdarsteller. Er war in ernsten wie in komischen Rollen zu sehen sowie als Liebhaber wie auch in klassischen Charakterrollen. Da er, insbesondere in seinen späteren Filmen, immer wieder anständige, empfindsame und weise Charaktere darstellte, deren Hauptanliegen das Verteidigen von Gerechtigkeit und Menschlichkeit war, verkörperte er für viele Kinobesucher das „humanitäre Gewissen der Leinwand“. Gemeinsam mit seiner langjährigen Lebensgefährtin Katharine Hepburn bildete er eines der populärsten US-amerikanischen Leinwandpaare. Beide traten gemeinsam in neun Filmen auf.

## Leben

### Kindheit und Jugend
Spencer Tracy, von seinen Freunden „Spence“ gerufen, wurde in der Großstadt Milwaukee als Sohn des frommen irischen und katholischen Geschäftsmannes John Tracy geboren. Entgegen einem Mythos, den die MGM später zu schaffen versuchte, war die Familie nicht arm, sondern gehörte dem Mittelstand an; der Vater war General Sales Manager bei der alteingesessenen Sterling Motor Truck Company und verdiente meist gut. Die Mutter, Carrie Brown, eine Protestantin, stammte aus einer vornehmen neuenglischen Familie und war entfernt mit dem Gründer der Brown University verwandt. 
Die Kindheit war problematisch. Tracy schwänzte oft den Unterricht oder prügelte sich mit anderen Schülern, was dazu führte, dass er allein bis zum Ende der 8. Klasse mindestens 14 Mal die Schule wechseln musste. Bereits als Junge liebte Tracy den Stummfilm und inszenierte mit der Unterstützung anderer Jungen im Keller seines Elternhauses Bühnenshows, in denen Filmhandlungen nachgespielt wurden. Darüber hinaus war er Mitglied bei den Pfadfindern und widmete sich mit Erfolg dem Boxsport und Baseball.
1916 zog die Familie nach Kansas City, kehrte aber, nachdem ein Geschäftsprojekt des Vaters gescheitert war, schon ein halbes Jahr später wieder nach Milwaukee zurück. An der Highschool, die er seit dieser Zeit endlich besuchte, war Spencer Tracy zunächst ähnlich erfolglos wie in der Grundschule, wechselte 1917 aber an die renommierte, von Jesuiten geführte Marquette University High School. Dort belegte er Kurse über katholische Theologie und dachte daran, sein Interesse zum Beruf zu machen – zur Freude seines Vaters, der gern einen der Söhne als Priester gesehen hätte.
1917, nach dem Eintritt der Vereinigten Staaten in den Ersten Weltkrieg, traten Tracy und sein Bruder, die beide überzeugte Patrioten waren, den Streitkräften als Freiwillige bei. Tracy erhielt seine Grundausbildung im Navy-Hauptquartier Great Lakes bei Chicago und verbrachte – nach einem kurzen Aufenthalt in der Navy-Basis in Lake Bluff, Illinois – die folgenden sieben Monate im Norfolk Naval Shipyard in Portsmouth, Virginia. Dort erlebte er im November 1918 den Waffenstillstand, ohne noch zum Kriegseinsatz gekommen zu sein. Nach der Entlassung aus dem Militär kehrte Spencer Tracy zunächst an die Marquette University High School zurück, wechselte im Herbst 1919 jedoch an die Northwestern Military and Naval Academy, eine Kadettenanstalt in Lake Geneva, Wisconsin, wo er im Juni 1920 schließlich seinen Highschool-Abschluss erwarb.

### Studium
Im Januar 1921, im für die Zeit ungewöhnlichen Alter von fast 21 Jahren, schrieb sich Spencer Tracy am Ripon College im Fond du Lac County in Wisconsin ein, einer exklusiven kleinen Hochschule, in der er trotz seiner schlechten Noten Aufnahme fand, weil er im Krieg gedient hatte. Sein Engagement im Debattierclub der Schule führte zu ersten Auftritten vor einem größeren Publikum und verstärkte in Tracy das Interesse an der Schauspielerei so sehr, dass er auch der Theatergruppe des Colleges beitrat. In einer Reihe von Studenteninszenierungen wirkte er als Hauptdarsteller mit.
Im April 1922 begann Spencer Tracy ein Schauspielstudium an der New Yorker American Academy of Dramatic Arts, wo Charles Jehlinger zu seinem einflussreichsten Lehrer wurde. Bereits als ganz junger Schauspieler empfahl Tracy sich durch die Qualität seiner Sprechstimme und durch seine Körperbeherrschung. Zudem war er in der Lage, mit verblüffender Schnelligkeit und Sicherheit Texte auswendig zu lernen. Im Verlauf seiner Ausbildung wirkte er bei drei Studentenproduktionen der Akademie, sogenannten Graduation plays, mit. Finanzieren konnte Tracy das Studium durch Veteranenbezüge, die er nach seinem Militärdienst während des Ersten Weltkriegs erhielt, und durch Gelegenheitsjobs als Bühnendarsteller. Außerdem teilte er die Unterkunft mit seinem Jugendfreund und Kommilitonen Pat O’Brien. Die Studiengebühren trug sein Vater.

### Anfänge am Theater
Spencer Tracy schloss das Studium an der Academy of Dramatic Arts im März 1923 ab. Angebote für Bühnenengagements blieben zunächst aus, sodass Tracy Gelegenheitsjobs unter anderem als Handelsvertreter annehmen musste. Doch bereits im Juni 1923 erhielt er ein Engagement in White Plains, New York, wo er bei einem Anfängergehalt von 20 Dollar pro Woche eine große Bandbreite an Rollen spielte und Louise Treadwell, die Leading Lady der Truppe, kennenlernte. Als sich das Ensemble bereits nach drei Monaten wieder auflöste, begleitete er sie an das Repertory Theater von Cincinnati, Ohio, wo er von da an als Treadwells Leading Man auftrat. Obwohl Treadwell Protestantin war, machte Tracy ihr bald einen Heiratsantrag. Die Ehe wurde am 12. September 1923 geschlossen.
Kurz darauf wurde Tracy für ein Ensemble engagiert, das am Broadway das Lustspiel A Royal Fandango herausbringen sollte. Die weibliche Hauptrolle spielte Ethel Barrymore, Tracy wirkte in einer kleinen Nebenrolle mit. Als das Stück, nach dem Verriss durch die Kritik, bereits nach 24 Vorstellungen wieder abgesetzt wurde, verbrachte Tracy die nachfolgenden Monate mit wechselnden Gastspiel-Ensembles auf Tournee in der Provinz. Die Institution des Repertoiretheaters, das häufig ein fahrendes Gewerbe war, erlebte in den Jahren vor dem Tonfilm seine Hochblüte; und wie Spencer Tracy erhielten fast alle Schauspieler seiner Generation ihre grundlegende Ausbildung unterwegs. Nach der Geburt seines Sohnes im Juni 1924 arbeitete Spencer Tracy am Powers Theater in Grand Rapids, Michigan, wo er als männlicher Hauptdarsteller neben Selena Royle auftrat. Obwohl er nicht singen, dafür aber umso passabler tanzen konnte, sammelte Tracy in dieser Zeit Erfahrungen in vielfältigen Genres Musicals, leichten Komödien und Dramen. Die Winter-Spielsaison 1924/25 verbrachte er beim Montauk Theater in Brooklyn, kehrte anschließend aber an das Powers Theater zurück. Nachdem man ihm dort gekündigt hatte, ging er zur Trent Theatre Stock Company nach Trenton, New Jersey, wo er als Leading Man neben Ethel Remey spielte.

### Broadway
1926 wurde Spencer Tracy durch seine ehemalige Bühnenpartnerin Selena Royle dem Autor und bedeutenden Produzenten George M. Cohan empfohlen, der am Broadway eine Produktion von Margaret Vernons Melodrama Yellow vorbereitete. Obwohl das Stück künstlerisch unbedeutend und die Rolle, die Tracy darin spielte, klein war, markierte dieses Engagement einen Wendepunkt in seiner Karriere. Cohan gelangte im Laufe der Zusammenarbeit zu der Überzeugung, dass Tracy außerordentlich großes schauspielerisches Talent besaß, und setzte sich seitdem mit seinem ganzen Einfluss für ihn ein. Nach einem kurzen Engagement am Faurot Opera House in Lima, Ohio, in dem er zum letzten Mal gemeinsam mit seiner Frau auf der Bühne stand, spielte Tracy vom September 1927 am Broadway die Hauptrolle in Baby Cyclone, einem Stück, das Cohan ihm auf den Leib geschrieben hatte. Im Frühjahr 1928 löste er William Harrigan als Hauptdarsteller in Cohans Stück Whispering Friends ab.
1929 wirkte Tracy in einer Reihe anspruchsloser Unterhaltungsstücke mit, die weder beim Publikum noch bei der Kritik gut ankamen. Beachtet wurde seine Schauspielleistung lediglich in dem Stück Conflict, in dem er einen berühmten Militärpiloten spielte, der nach dem Ende des Ersten Weltkriegs im bürgerlichen Leben nicht mehr Fuß fassen konnte. Durch diese Darstellung empfahl er sich einem jungen Produzententeam, das im darauf folgenden Jahr das Wagnis eingehen wollte, am Broadway ein ernstes, realistisches Drama zu produzieren. In John Waxleys Stück The Last Mile, das im Februar 1930 Premiere hatte, erschien Tracy, dessen wöchentliche Gage mittlerweile 1000 Dollar betrug, in der Rolle eines zum Tode Verurteilten, der in die Turbulenzen eines Gefängnisaufruhrs gerät, während Freunde seine Unschuld zu beweisen versuchen. Obwohl die Premiere mit dem Beginn der Weltwirtschaftskrise zusammenfiel – in eine Zeit, in der leichte Komödien eher gefragt waren als schwere Dramen – wurde das Stück mit seinem Hauptdarsteller zu einem sensationellen Erfolg.

### Fox
Nach der Umstellung von Stumm- auf Tonfilm in den Jahren 1927 bis 1930 entstand in der amerikanischen Filmindustrie ein ungeheurer Bedarf an Schauspielern, die über eine gute Diktion verfügten. Daher wurde besonders am Broadway nach Talenten gesucht. Spencer Tracy wurde dabei jedoch zunächst übersehen. Fox Film Corporation, MGM und Universal lehnten ihn nach Probeaufnahmen ab und Warner Bros. setzte ihn 1930 nur in vier Kurzfilmen ein. Das Blatt wendete sich, als John Ford zwei Hauptdarsteller für eine Filmkomödie benötigte, die die Fox Film Corporation produzieren wollte. Flussaufwärts sollte die Geschichte zweier entlaufener Sträflinge erzählen. Fords Wahl fiel auf Spencer Tracy, weil er dessen beeindruckende Darstellung eines Häftlings in dem Stück The Last Mile gesehen hatte. Als Tracys Partner rekrutierte Ford ebenfalls vom Broadway den jungen Humphrey Bogart, mit dem Tracy eine nicht enge, aber beständige Freundschaft schloss, die bis zu Bogarts Tod im Jahr 1957 anhielt.
Einen langjährigen Vertrag mit der Fox, deren Konditionen seinen Interessen nicht entsprachen, lehnte Spencer Tracy ab und kehrte nach Abschluss der Dreharbeiten Mitte August an den Broadway zurück. Erst als The Last Mile aus dem Programm genommen wurde, unterzeichnete Tracy bei der Fox einen Fünfjahresvertrag und zog mit seiner kleinen Familie Ende November nach Hollywood. Um seine finanziellen Angelegenheiten kümmerte sich von diesem Zeitpunkt an sein Bruder Carroll. Spencer Tracy erhielt bei der Fox eine wöchentliche Gage von 1200 Dollar, musste dafür jedoch in einer vorgegebenen Anzahl von Filmproduktionen mitwirken. Tracy, der bekanntermaßen zeitlebens nur schlecht die tatsächliche Qualität eines Drehbuchs beurteilen konnte, hatte zu diesem Zeitpunkt seiner Karriere kaum Mitspracherechte bei der Auswahl der Drehbücher.
Bis 1935 wirkte Tracy in 19 Filmen und einer großen Bandbreite von Rollen mit, die ihn zwar mit Stars wie Jean Harlow, Joan Bennett und Loretta Young zusammenführten, deren Qualität ihn jedoch zunehmend enttäuschte. Die einzigen nennenswerten Filme aus dieser Reihe sind Raoul Walshs Gangsterkomödie Me and My Gal (1932) und die psychologische Studie The Power and the Glory. In diesem formal ambitionierten Film, der lange Zeit als verschollen galt, liefert Tracy das einfühlsame Porträt eines Mannes, der an seinem eigenen Egoismus zugrunde geht. Weitere interessantere Rollen spielte er in Filmen, für die Fox ihn an andere Filmgesellschaften auslieh, wie in Michael Curtiz’ Gefängnisdrama 20.000 Jahre in Sing Sing (1932, Warner Bros.). Columbia Pictures lieh Tracy für Frank Borzages Man’s Castle aus, einer für Borzage typischen Geschichte um zwei einsame und verzweifelte Menschen, die trotz Armut und Elend versuchen, ihre Liebe zueinander zu bewahren. Seine Partnerin war Loretta Young, mit der er während der Dreharbeiten ein Verhältnis begann, das für viel Gesprächsstoff in der Klatschpresse sorgte. MGM verpflichtete den Schauspieler für die wenig ambitionierte Komödie The Show-Off, die 1934 in den Verleih kam.
Anfang April 1935 verließ Spencer Tracy die Fox. Ob dahinter seine Enttäuschung stand, dass das Unternehmen ihm nicht genügend gute Rollen anbot, oder ob die Fox ihn loswerden wollte, weil er nicht genug Geld einspielte, ist in der Literatur umstritten.

### MGM (1935–1941)
Unmittelbar nach seinem Weggang von Fox unterzeichnete Spencer Tracy zunächst für sieben Jahre bei MGM, wo sich vor allem Irving Thalberg für ihn interessierte. Mit Stars wie Greta Garbo und Clark Gable war MGM zu diesem Zeitpunkt das glamouröseste Filmunternehmen der Welt. Die PR-Abteilung von MGM begann sogleich, an Tracys Biografie zu feilen. Die Studiopublicity verkaufte den Schauspieler als einen Man’s man – einen „besonders maskulinen Mann“ – mit tadellosem privaten Lebenswandel. Gleichzeitig begann das Studio, ihn gezielt zum Star aufzubauen. Sein Vertrag verpflichtete ihn, pro Jahr bis zu fünf Filme zu machen. Seine Freiheit, Filmrollen selbst auszuwählen, blieb zunächst jedoch ähnlich eingeschränkt wie bei Fox. Die ersten Filme, in denen Tracy unter dem neuen Vertrag drehte, waren dabei wenig bemerkenswert. Die Komödie Blutige Perlen aus dem Jahr 1935 war allenfalls deshalb interessant, weil Myrna Loy, die MGM für längere Zeit den Rücken gekehrt hatte, hier erstmals wieder in einem Film des Unternehmens auftrat.
1936 folgten drei der besten Filme, in denen Spencer Tracy in den 1930er Jahren überhaupt zu sehen war: Fury – Blinde Wut, San Francisco und Lustige Sünder. Blinde Wut, der erste Film, den Fritz Lang nach seiner Immigration in die Vereinigten Staaten inszenierte, war ein früher Film noir. Tracy spielte darin die Rolle eines jungen Mannes, der nach einer Kindesentführung unschuldig verhaftet wird und nur knapp einem Mob entgeht, der ihn zu lynchen versucht. Seine Partnerin war Sylvia Sidney. In San Francisco erscheint er neben Clark Gable und Jeanette MacDonald in der Rolle eines Priesters, der am Vorabend des Erdbebens von San Francisco einen Jugendfreund, der zum windigen Barbesitzer geworden ist, auf den Weg der Humanität zurückzuführen versucht. Dieser Auftritt brachte Tracy seine erste Oscar-Nominierung als bester Hauptdarsteller ein. In Jack Conways Komödie Lustige Sünder spielt Tracy in einer Starbesetzung neben Jean Harlow, Myrna Loy und William Powell einen Zeitungschef, der, um eine Verleumdungsklage abzuwenden, Intrigen spinnt, die ungewollt weitreichende romantische Konsequenzen haben. Die Fachpresse lobte die Vielseitigkeit von Tracy und verglich ihn bereits mit Paul Muni.

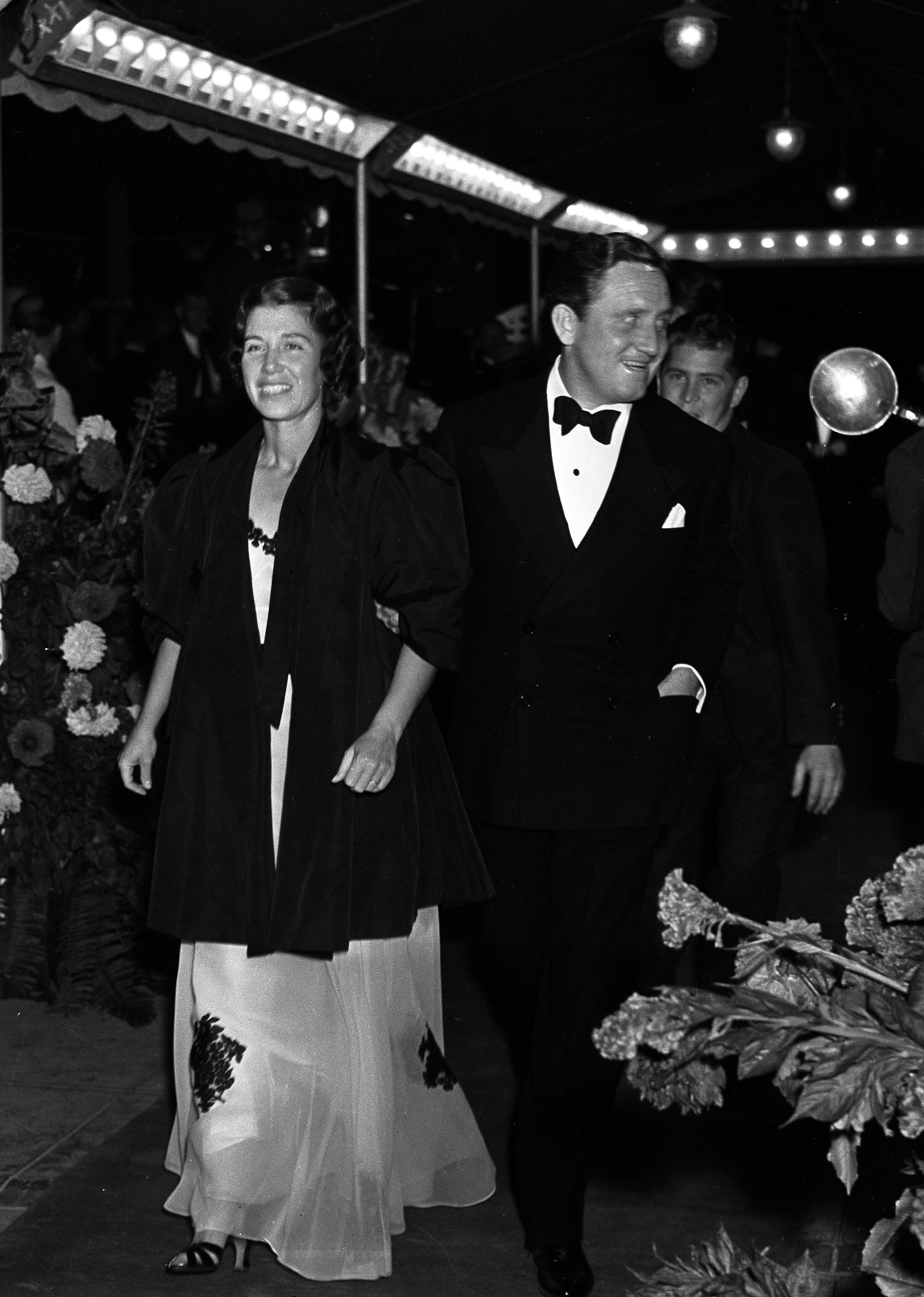
Spencer Tracy mit seiner Frau Louise bei der Premiere von Das Leben des Emile Zola (1937)

Nach dem Erfolg von Lustige Sünder erhielt Spencer Tracy einen neuen Vertrag, in dem MGM seine Gage auf 5000 Dollar wöchentlich erhöhte. Von September 1936 bis Januar 1937 stand er für Victor Flemings Abenteuerfilm Manuel vor der Kamera, eine aufwändige Adaption des Romans Captains Courageous (1896) von Rudyard Kipling. Tracy spielt in diesem Film die Rolle eines warmherzigen portugiesischen Fischers, der einen verwöhnten und eigensinnigen Sohn reicher Eltern, gespielt von dem damaligen Kinderstar Freddie Bartholomew, vor dem Ertrinken rettet und danach zu einem verantwortungsvollen Menschen erzieht. Dabei wich die Verfilmung deutlich vom Roman ab, da hier der Kapitän Troop entscheidend die Erziehung des jungen Harvey Cheyne Jr. beeinflusst. Außerdem kommt Manuel im Buch auch nicht ums Leben. Die Drehbuchautoren waren jedoch auf eine publikumswirksame, sentimentale Wendung bedacht. Der Film kam am 11. Mai 1937 in die Kinos und seine Darstellung brachte Tracy im Folgejahr seinen ersten Oscar als bester Hauptdarsteller ein. Da Tracy an diesem Tag wegen einer Bruchoperation im Krankenhaus lag, nahm seine Frau Louise den Preis für ihn entgegen. Mitte 1938 kam noch der Streifen Big City in den Verleih, der Tracy als Ehemann der Oscar-Preisträgerin Luise Rainer zeigte. Das mangelhafte Drehbuch erlaubte weder Rainer noch Tracy ihr Talent zu zeigen.
Nachdem er als Co-Star neben Joan Crawford in Mannequin mitgewirkt hatte, folgte im selben Jahr, 1938, ein weiterer Film unter der Regie von Victor Fleming, für den Tracy erneut gemeinsam mit Clark Gable und Myrna Loy vor die Kamera trat. Der Testpilot war ein bei Publikum und Kritik sehr beliebter Abenteuerfilm, in dem Tracy den Mechaniker und besten Freund eines kühnen, aber windigen Fliegers spielt. Ein drittes und letztes Mal arbeitete Tracy mit Gable später in dem Film Der Draufgänger (1940) zusammen.
1938 verkörperte Tracy in dem Film Teufelskerle unter der Regie von Norman Taurog Father Flanagan, einen Priester, der 1921 in Omaha, Nebraska die weltbekannte Jugendhilfseinrichtung (Boys Town) gegründet hatte. Der Film, der am 8. September 1938 uraufgeführt wurde, war enorm erfolgreich und Tracy erhielt am 23. Februar 1939 für seine Darstellung zum zweiten Mal einen Oscar. In der Geschichte der Oscar-Verleihung war Tracy der erste Schauspieler, der in zwei aufeinanderfolgenden Jahren mit dem Preis als bester Hauptdarsteller ausgezeichnet wurde. Eine Fortsetzung, die 1941 folgte, erlangte jedoch nur noch einen Bruchteil der Beachtung des ersten Films. Zwei der nächsten Filme, I Take This Woman (mit Louis B. Mayers Protegé Hedy Lamarr) und der aufwändig produzierte Technicolorfilm Nordwest-Passage (beide 1940), wurden von der Kritik verrissen und spielten nur einen Teil ihrer Herstellungskosten ein. Die einzigen Filme aus dieser Periode, die Tracy selbst für gelungen hielt, waren seine Porträts des Entdeckers Henry Morton Stanley (Stanley and Livingston, 1939, für 20th Century Fox) und des Erfinders Thomas Edison (Der große Edison, 1940).
1940 erhielt Spencer Tracy – als einer der letzten MGM-Stars – einen angepassten Vertrag, der ihn nur noch zur Mitwirkung an zwei Filmen jährlich verpflichtete. Dennoch endete Tracys große Erfolgszeit, die 1936 begonnen hatte, bereits im Jahr 1941. Den Schlusspunkt bildete der Film Arzt und Dämon, eine Adaption von Robert Louis Stevensons Roman Der seltsame Fall des Dr. Jekyll und Mr. Hyde, der bereits mehrfach erfolgreich verfilmt worden war. Obwohl Victor Fleming Regie führte, missriet der Film, unter anderem weil Tracy, der mit der rollenbedingten Maske nichts anzufangen wusste, die Verwandlung zwischen den disparaten Charakteren Mr. Hyde und Dr. Jekyll weder visuell noch schauspielerisch gelang.

### MGM (1941–1955)
Nach Abschluss der Dreharbeiten für Arzt und Dämon sollte Spencer Tracy in dem Familienfilm Die Wildnis ruft mitwirken. Die Produktion wurde jedoch abgebrochen und MGM konnte das Projekt erst fünf Jahre später mit Gregory Peck in der Hauptrolle realisieren.
1940 kam Katharine Hepburn, die bereits einen Oscar erhalten hatte und bisher bei RKO verpflichtet gewesen war, zu MGM. 1941 bestand sie darauf, gemeinsam mit Spencer Tracy in der Screwball-Komödie Die Frau, von der man spricht aufzutreten. Dieser Film, in dem der sehr profilierte George Stevens Regie führte und der am 19. Januar 1942 in die Kinos kam, lebte von Tracys und Hepburns gekonntem Zusammenspiel und war so erfolgreich, dass MGM bis 1957 fünf weitere Filme mit dem Paar produzierte. Seit den Dreharbeiten zu ihrem ersten gemeinsamen Film waren Spencer Tracy und Katharine Hepburn auch privat ein Paar.
Als die Vereinigten Staaten im Dezember 1941 in den Zweiten Weltkrieg eintraten, stand Spencer Tracy gerade für Victor Flemings John-Steinbeck-Adaption Tortilla Flat (1942) vor der Kamera. Da viele prominente Schauspieler – darunter Clark Gable, Robert Montgomery, James Stewart, Robert Taylor und Tyrone Power – als Soldaten an die Front gingen, rückte Tracy, der nicht mehr für den Kriegsdienst tauglich war, 1942 zum prominentesten männlichen Star der MGM auf. Die meisten Filme, in denen er bis zum Ende des Krieges eingesetzt wurde, hatten politischen oder patriotischen Charakter. In dem Drama Die ganze Wahrheit (1942, mit Katharine Hepburn) spielt er einen Journalisten, der einer totalitären Verschwörung auf die Spur kommt. Die ganze Wahrheit war der erste Film, in dem Tracy unter der Regie von George Cukor arbeitete, einem persönlichen Freund von Katharine Hepburn, mit dem Tracy bis 1953 noch vier weitere gemeinsame Filme drehte. Nach Abschluss der Dreharbeiten für Die ganze Wahrheit wirkte Tracy in Flemings Kriegsfilm Kampf in den Wolken (1943), in Fred Zinnemanns Anna-Seghers-Verfilmung Das siebte Kreuz und Mervyn LeRoys populärem Kriegsfilm Dreißig Sekunden über Tokio (beide 1944) mit. Im Frühjahr und Herbst 1943 trat Tracy im Radio auf, um für den Kauf von Kriegsanleihen zu werben. Im Jahr darauf wurde er, wie viele andere Filmstars, in der Truppenbetreuung eingesetzt und trat als Sänger und Entertainer in Militärbasen in Kalifornien, Hawaii und Alaska auf.
Kurz vor Kriegsende spielten Tracy und Hepburn erneut gemeinsam in einer Komödie. Zu klug für die Liebe (uraufgeführt im März 1945) handelt von einem Paar, das eine Vernunftehe eingeht, die sich trotz der ständigen Zankereien der Partner am Ende als Liebe erweist. Im Winter 1945/46 kehrte Tracy noch einmal an den Broadway zurück, um die Hauptrolle in Robert W. Sherwoods Kriegs-Problemstück The Rugged Path zu spielen. Obwohl er für diese Schauspielleistung eine gute Presse erhielt, blieb dies seine letzte Arbeit am Theater.
Anschließend spielte Tracy gemeinsam mit Hepburn in dem von Elia Kazan inszenierten Western Endlos ist die Prärie (1946). Kazan, der von seinen Darstellern „Method Acting“ und somit ein emotional motiviertes Spiel erwartete, wusste mit einem vom Instinkt geleiteten Künstler wie Tracy jedoch zu wenig anzufangen, um ihn wirkungsvoll in Szene setzen zu können. Tracys eigener Kommentar zum „Method Acting“ lautete: „Die Jungen erzählen mir, ich solle dieses neue ‚Method Acting‘ ausprobieren, aber ich bin zu alt und zu talentiert, um mich darum zu kümmern.“ Für den von Frank Capra inszenierten Film Der beste Mann (1948) schlüpfte Tracy in die für sein Image so charakteristische Rolle eines Politikers, der als „einfacher Mann“ in der Welt der Politik eigentlich ein Fremder ist, sich dort – von seiner inneren Stimme geleitet – aber doch als der bessere Mann erweist. In dem Film Das letzte Hurra (1958) trat Tracy später ein weiteres Mal als Politiker auf. Weitere Filme, in denen Tracy in den späten 1940er Jahren mitwirkte, waren die Komödie Ehekrieg (der bis dahin erfolgreichste Film mit dem Gespann Tracy/Hepburn), George Cukors Kriminalfilm Edward, mein Sohn und Richard Thorpes Kriegsfilm Malaya (alle drei 1949).
In den 1950er Jahren, in denen die amerikanische Filmindustrie durch die Verfolgungen der McCarthy-Ära und die Ausbreitung des Fernsehens drastische Gewinnrückgänge hinnehmen musste, blieb Spencer Tracy für MGM ein Einnahmengarant.
In dem Familienfilm Vater der Braut spielt Tracy 1950 einen Mann, dessen Tochter (dargestellt von der knapp 18-jährigen Elizabeth Taylor) ihre Heirat zu planen beginnt und der angesichts dieser Ereignisse, die so viel größer sind als er selbst, in einen Strudel von Gefühlen gerät. Der Film spielte so viel Geld ein, dass MGM gleich darauf eine Fortsetzung, Ein Geschenk des Himmels (1951), produzierte. Da Humphrey Bogart und Clark Gable niemals Väter erwachsener Kinder spielten, gilt Spencer Tracy vielen als der einzige männliche Filmstar seiner Generation, dem es gelungen sei, aus dem Liebhaber- ins Vaterfach zu wechseln. In späteren Filmen, in denen er ebenfalls als Vater heiratsfähiger junger Frauen auftrat, war Tracy ähnlich erfolgreich, wie etwa in Cukors Künstlerdrama Theaterfieber (mit Jean Simmons, 1953) und in Rat mal, wer zum Essen kommt (1967).
1951 folgte John Sturges’ mittelmäßiger Film noir Der Mordprozeß O’Hara (mit Tracys Jugendfreund Pat O’Brien), 1952 die Tracy/Hepburn-Komödie Pat und Mike und der teuer in Farbe produzierte Mayflower-Film Schiff ohne Heimat, 1953 Theaterfieber und 1954 Edward Dmytryks Western Die gebrochene Lanze (für 20th Century Fox). Der Film Vater der Braut brachte Tracy eine Oscar-Nominierung ein, für seinen Auftritt in Theaterfieber erhielt er einen Golden Globe und wurde für einen British Film Academy Award nominiert.
Der ambitionierteste Film, in dem Spencer Tracy in den 1950er Jahren mitwirkte, war Stadt in Angst. Regie in diesem Thriller führte sein damals bevorzugter Regisseur, John Sturges. Tracy spielt in dem Film in einer Kleinstadt im amerikanischen Westen einen einarmigen Fremden, der kurz nach dem Ende des Zweiten Weltkriegs den Lynchmord an einem japanischen Farmer aufzuklären versucht. Der Film erhielt anschließend drei Oscar-Nominierungen und im Frühjahr 1955 bei den Filmfestspielen in Cannes wurde Tracy für seine Darstellung als bester Schauspieler ausgezeichnet.

### Die letzten Filme
Im Juni 1955 sollte Tracy in dem MGM-Western Mein Wille ist Gesetz mitwirken, blieb den Dreharbeiten jedoch wiederholt fern und wurde darum bereits nach wenigen Wochen durch James Cagney ersetzt. Das Ausscheiden aus diesem Filmprojekt bedeutete für Tracy gleichzeitig seine Trennung von MGM, die Tracys Vertrag kündigten. Von den großen Stars der Studio-Ära war Tracy einer der letzten, die den Schritt in die Selbstständigkeit unternahmen. Allerdings hatte er diesen Schritt vorhergesehen, wenn nicht vorbereitet. Mit der Wahrnehmung seiner künstlerischen Interessen hatte Tracy bereits Mitte der 1940er Jahre die renommierte William Morris Agency beauftragt.
Ab 1955 arbeitete Tracy in freier Mitarbeit für ständig wechselnde Produktionsgesellschaften. Die erste davon war Paramount, die ihn für das in Farbe und Vistavision produzierte Hochgebirgsdrama Der Berg der Versuchung (1956) engagierte. Diese Verfilmung eines Romans von Henri Troyat war ein Lieblingsprojekt von Tracy, das er gern schon bei MGM verwirklicht hätte, was ihm dort aus Kostengründen jedoch vorenthalten worden war. An der Seite von Robert Wagner spielt Tracy, der für diesen Film eine Gage von 200.000 Dollar erhielt, einen alten Bergführer, der nach einem Flugzeugunglück in den französischen Alpen Überlebende zu bergen versucht. Dabei muss er sich mit seinem jüngeren Bruder auseinandersetzen, der ihn auf der gefährlichen Tour begleitet, aber ausschließlich an Plünderei interessiert ist. Die Kritik verriss den Film später, vor allem weil der bei den Dreharbeiten 55-jährige Tracy und der 25-jährige Wagner durch den Altersunterschied als Brüderpaar nicht glaubwürdig wirkten. Es folgten eine weitere Komödie mit Katharine Hepburn 1957 Eine Frau, die alles weiß und 1958 die Ernest-Hemingway-Verfilmung Der alte Mann und das Meer, die trotz Herstellungskosten von fast sechs Millionen Dollar am Ende billig produziert wirkte, in den Kinos floppte und Tracy mehrheitlich vernichtende Kritiken einbrachte. Die Academy of Motion Picture Arts and Sciences ehrte Tracy für diesen Auftritt allerdings mit einer Oscar-Nominierung.
Für den Film Wer den Wind sät (1960) spielte Tracy erstmals unter der Regie von Stanley Kramer, der zu diesem Zeitpunkt einen neuen Typ von unabhängigem Filmemacher verkörperte und mit Spencer Tracy nun eine ständige Zusammenarbeit begann, aus der insgesamt vier Filme hervorgingen, die sowohl zu Tracys als auch zu Kramers besten gehören sollten. Für drei dieser Filme erhielt Tracy Oscar-Nominierungen als bester Hauptdarsteller, nur die Komödie Eine total total verrückte Welt ging leer aus. In Wer den Wind sät spielt er die Rolle des Rechtsanwalts (Henry Drummond), der 1925 einen jungen Lehrer verteidigt, der von dem fundamentalistischen Eiferer (Fredric March) vor Gericht gebracht wird, weil er Darwins Evolutionstheorie lehrt. Zu den besonders eindrucksvollen Szenen dieses Films gehört eine elfminütige Plansequenz, in der Drummond den Geschworenen sein Schlussplädoyer vorträgt. Da Tracy in der Lage war, solche schauspielerisch langen und äußerst schwierigen Szenen ohne Unterbrechungen und ohne Fehler zu spielen, verwendete Kramer auch in den folgenden gemeinsamen Filmen bei Tracy immer wieder Plansequenzen.
Nach einem unbedeutenden Film von Mervyn LeRoy (Der Teufel kommt um 4, 1961), für den er die Rolle eines Priesters spielte, trat Spencer Tracy zum zweiten Mal unter der Regie von Stanley Kramer auf. In Urteil von Nürnberg (1961) spielt er – neben Burt Lancaster, Maximilian Schell und Marlene Dietrich – die Rolle eines pensionierten Richters, der vor der Aufgabe steht, in einem Verfahren gegen vier führende deutsche NS-Richter diese wegen ihrer Verbrechen gegen die Menschlichkeit zu verurteilen. Das Thema wurde in den frühen 1960er Jahren als so delikat empfunden, dass für das Projekt nur mit Mühe eine Produktionsfirma gefunden werden konnte. Nach seiner Veröffentlichung im Dezember 1961 gewann der Film jedoch eine Reihe von internationalen Preisen und gilt als einer der besten, in denen Tracy je zu sehen war.
In den folgenden sechs Jahren wirkte Spencer Tracy, dessen Gesundheitszustand sich immer weiter verschlechterte, nur noch in zwei Filmen mit. Ein Angebot für Sidney Lumets Literaturverfilmung Long Day’s Journey Into Night lehnte er trotz Katharine Hepburns Mitwirkung ab. 1963 erschien Tracy zum dritten Mal in einem Film von Stanley Kramer. Eine total, total verrückte Welt war eine übermütige Komödie, in der Tracy als alternder Polizeioffizier eine Reihe von Gaunern jagt. Nach einem gesundheitlichen Zusammenbruch im Juli 1963, von dem er sich nur langsam erholte, musste Tracy eine Rolle in John Fords Western Cheyenne (1964) ablehnen. Auch eine Rolle in Cincinnati Kid konnte er nicht spielen. In beiden Fällen wurde er durch Edward G. Robinson ersetzt.
Der letzte Film, in dem Spencer Tracy auftrat, war Stanley Kramers Columbia-Film Rat mal, wer zum Essen kommt. Neben Katharine Hepburn, Sidney Poitier und Hepburns Nichte Katharine Houghton spielt Tracy darin die Rolle des Zeitungsverlegers Matt Drayton, der mit seinen liberalen Überzeugungen in Konflikt gerät, als seine (weiße) Tochter einen schwarzen Mann heiraten will. Das Skript zu diesem Film war Spencer Tracy auf den Leib geschrieben und enthielt eine Plansequenz, in der Tracy in einer Tischrede einen langen und bewegenden Monolog hält, sowie viele Szenen, in denen er ohne Worte innere Bewegung mit eindringlicher Prägnanz zum Ausdruck bringt. Berühmt geworden ist insbesondere die Szene, in der Drayton während eines einsamen Ganges durch den Garten seine ursprüngliche Auffassung über das Handeln seiner Tochter revidiert: Ein Prozess von höchster Komplexität, für dessen Gestaltung Tracy keine weiteren Hilfsmittel als seine Mimik nutzte. Der Film, der am 11. Dezember 1967 in die Kinos kam, gewann mehrere internationale Preise und war der finanziell erfolgreichste Film in Tracys gesamtem Schaffen: Rat mal, wer zum Essen kommt spielte allein in den USA mehr als 56 Millionen Dollar ein.
Die Dreharbeiten endeten am 26. Mai 1967. Im Monat darauf, am 10. Juni, starb Tracy an Herzversagen. Die Trauerfeier fand in der Immaculate Heart of Mary Catholic Church in Hollywood statt, an der Katharine Hepburn aus Rücksicht auf Tracys Ehefrau nicht teilnahm. Sein Grab befindet sich auf dem Forest Lawn Memorial Park Cemetery in Glendale bei Los Angeles.

## Schauspielerisches Profil

### Bandbreite
Das Starsystem von Hollywood beruhte auf dem Wiedererkennungswert der Darsteller. Für die Schauspieler hatte dies weitreichende Konsequenzen. Einige, wie Clark Gable, Humphrey Bogart oder Gary Cooper, bezahlten ihren Erfolg damit, dass sie vor der Kamera immer wieder sich selber spielen mussten. Bei anderen, wie Fredric March oder Ronald Colman, war jede Filmrolle eine künstlerische Originalschöpfung – zu großen Stars wurden solche Darsteller dadurch jedoch kaum. Von der Regel, dass im Studiosystem von Hollywood schauspielerische Bandbreite Starruhm ausschloss, bildet Spencer Tracy eine Ausnahme.
Über den Schauspieler, der nie als gutaussehend gegolten hatte, wurde bereits im Alter von 29 Jahren gesagt, er sehe knorrig aus. Sein Haar zu färben oder ein Korsett zu tragen, was beides in Hollywood auch bei Männern weit verbreitet war, lehnte Tracy stets ab. Schon mit 50 Jahren – in einem Alter, in dem Humphrey Bogart und Clark Gable längst noch als Liebhaber zu sehen waren – verkörperte er Väter, Politiker und Männer im gesetzten Alter. Bogart und Gable hatte er jedoch voraus, dass er aus den grauhaarigen Charakteren, auf die sein Aussehen ihn festlegte, etwas zu machen wusste und sie – wie etwa in den Filmen mit Katharine Hepburn – in reife und dennoch romantische Liebhaber verwandeln konnte.
Ähnlich wie James Stewart verkörperte Spencer Tracy – selbst als Priester oder Jurist – immer wieder den „einfachen Mann“ und unscheinbare Durchschnittstypen, mit denen das Publikum sich leicht identifizieren konnte. Typische Züge der von ihm dargestellten Charaktere sind ein unprätentiöses Auftreten und Zurückhaltung, gepaart mit einem hohen Maß an Kraft, Aufrichtigkeit, moralischer Integrität, Abgeklärtheit und persönlicher Reife. Seine persönlichen Konflikte verbannte Tracy, wie Angela Lansbury bemerkte, immer sorgfältig aus seiner Darstellung. Gelegentlich – etwa in den Komödien mit Hepburn – konnte die Geradlinigkeit und Dickköpfigkeit dieser Charaktere jedoch auch in kleinliche Bösartigkeit umschlagen. Von Kollegen wurde Tracy gelegentlich als „Meister der stichelnden Bemerkungen“ bezeichnet; Bette Davis berichtet, er habe „vernichtend sarkastisch“ sein können. Die Bandbreite seiner darstellerischen Möglichkeiten reichte jedoch von hemdsärmeligen, rauen, realistischen Typen (Nordwest-Passage) über liebenswerte, naive „große Jungen“ (The Power and the Glory) bis hin zu stillen, warmen und weisen Charakteren mit großer humanitärer Tiefe (Urteil von Nürnberg).

### Arbeitsweise und Schauspielstil
Zu den Schauspielern, an denen Spencer Tracy sich am stärksten orientiert hat, zählt Lionel Barrymore. Bewundert hat er darüber hinaus Fredric March, Will Rogers, Walter Huston und Paul Muni. Jüngere Kollegen, von deren Talent er viel hielt, waren Laurence Olivier, Bette Davis, Lee J. Cobb, Ingrid Bergman, Marlon Brando und Rod Steiger.
Charakteristisch für Tracys Darstellungskunst war sein ausgeprägtes Unterspielen, das im Kino der 1930er und 1940er Jahre selten war. In einigen Filmszenen (wie zum Beispiel Stadt in Angst) wagte er sogar den Konventionsbruch, von der Kamera abgewandt zu spielen, um so die Aufmerksamkeit des Publikums auf sich zu ziehen. Ein weiterer Trick, den Tracy in seinen späteren Filmen wiederholt einsetzte, bestand darin, dass er einer Replik, mit der er einen intensiven dramatischen Effekt erzielen wollte, zehn Sekunden Schweigen vorausgehen ließ. Seine Charaktere erfand Tracy für jeden Film von Grund auf neu. Diese Charaktere hatten mit seiner privaten Persönlichkeit wenig zu tun, sondern bildeten immer neue Variationen des „öffentlichen“ Spencer Tracy, dessen Image MGM kreiert hatte. Tracy verlieh seinen Filmcharakteren von seinen frühesten Filmen an äußerste Komplexität und stattete sie mit individuellen Manierismen aus, die so regelmäßig wechselten, dass die Zeitgenossen wiederholt darauf hingewiesen haben, dass Tracy – anders als zum Beispiel Bogart oder Gable – nicht habe imitiert werden können.
Tracy, dessen formale Berufsausbildung nach heutigen Maßstäben sehr kurz war, hatte wie viele Zeitgenossen die Schauspielerei in erster Linie auf der Bühne erlernt. Er verfügte infolgedessen weder über eine bestimmte schauspielerische Methode – wie zum Beispiel Marlon Brando – noch versuchte er – wie etwa Katharine Hepburn –, die Charaktere, die er darstellen wollte, intellektuell zu durchdringen. Zur Vorbereitung einer Filmrolle lernte Tracy stets gründlich seinen Text, trieb aber kaum „Realstudien“ oder plante Gesten, Handbewegungen und ähnliches im Voraus. Kollegen, mit denen er zusammenarbeitete, waren stets gefesselt von seiner Fähigkeit, vor der Kamera aus der Intuition zu schöpfen, seinen Mitspielern aufmerksam zuzuhören – etwas, das Schauspieler häufig nicht gut können – und authentisch auf sie zu reagieren. Tracy wusste ungewöhnlich genau, wie ein menschliches Wesen in den unterschiedlichsten Situationen unter den verschiedensten Bedingungen reagieren würde, und war daher in der Lage, in unfehlbar glaubwürdiger Weise spontan zu reagieren, und zwar nicht als Spencer Tracy, sondern aus dem entsprechenden Charakter heraus. Viele Filmkollegen waren begeistert von Tracys „symbiotischer“ Beziehung zur Kamera, mit der er nach dem Urteil seiner Regisseure sachverständiger zusammenarbeitete als die meisten anderen Darsteller. Orson Welles und Stanley Kramer stellten fest, man könne auf der Leinwand buchstäblich sehen, wie Spencer Tracys Charaktere denken.
Die meisten Regisseure arbeiteten mit Tracy sehr effektiv zusammen, weil er seinen Text beherrschte und am Set so diszipliniert und konzentriert war, dass beim Drehen Szenen, in denen er auftrat, meistens bereits bei der ersten Einstellung verwendet werden konnten. Im Gegensatz zu vielen anderen Schauspielern griff Tracy nie in die Arbeit des Regisseurs ein.
Für Kollegen wurde Tracy in den 1950er Jahren zu einer „lebenden Legende“, einem „Riesen“, dem sie mit Respekt und Ehrfurcht, häufig sogar eingeschüchtert begegneten. In seinen letzten Lebensjahren wurde Tracy häufig als the pope („der Papst“) bezeichnet. Dennoch wurde immer wieder die Auffassung geäußert, dass die Rollen, die Tracy gespielt habe, für einen Schauspieler seines Talents zu einfach gewesen seien. Laurence Olivier versuchte, Tracy auch für Shakespeare-Rollen zu gewinnen, die dieser jedoch immer ablehnte. Auffällig ist, dass sich Tracy an Rollen in Adaptionen klassischer Stoffe versuchte (Arzt und Dämon, Tortilla Flat, Der alte Mann und das Meer), seine besten schauspielerischen Leistungen jedoch in Filmen zeigte, deren Vorlagen von vornherein für die Leinwand konzipiert waren.

## Hintergründe

### Alkoholismus
Wie sein Biograf Bill Davidson 1987 mit Hinweis auf Auskünfte von Ralph Bellamy aufgezeigt hat, litt Spencer Tracy spätestens ab 1925 an Alkoholismus. Während er sich am Set vollkommen professionell verhielt und meist nüchtern war, blieb er den Dreharbeiten oft fern, um sich, zurückgezogen in einem Hotelzimmer, tagelang zu betrinken. Die Werbeabteilung der MGM konnte ihn jedoch meist vor der Presse abschirmen. In den späteren 1940er Jahren, als die ersten schweren gesundheitlichen Folgen auftraten, konnte Tracy das Trinken zwar nicht aufgeben, die Situation besserte sich jedoch deutlich. Hierfür wird oft der mäßigende Einfluss von Katharine Hepburn verantwortlich gemacht (siehe unten).

### Ehe, Familie und Privatleben
Mit seiner Ehefrau, der Bühnenschauspielerin Louise Treadwell (1896–1983), hatte Tracy zwei Kinder: John (1924–2007) und Louise, genannt Susie (* 1932). John wurde gehörlos geboren. Um ihn zu fördern, gab seine Frau Louise 1927 ihre Berufstätigkeit auf, bildete sich fort und gründete im September 1942 in Los Angeles die noch heute bestehende John-Tracy-Klinik, deren Fundraisingaktivitäten ihren Erfolg zum großen Teil der Prominenz Tracys verdankten, der in der Klinik auch Mitglied des Board of Directors war. Von 1936 bis 1942 bewirtschaftete das Paar gemeinsam eine Ranch in Encino bei Los Angeles. Seine kurze Affäre mit Loretta Young während der Dreharbeiten zu dem Film Man’s Castle führte 1933 zu einer vorübergehenden Trennung des Ehepaares. Ein Jahr später kehrte Tracy jedoch zu seiner Frau zurück.
Tracy war bekennender Katholik. Ebenso wie sein vier Jahre älterer Bruder Carroll, der zeitlebens sein engster Freund und Vertrauter blieb, war Spencer als Kind Messdiener. Im Laufe seines Lebens setzte er sich zunehmend mit Glaubensfragen auseinander. Über die Bekanntschaft mit Will Rogers kam er 1932 zum Polosport, für dessen Ausübung er bald eigene Pferde anschaffte. Außerdem segelte er, sammelte Kunst und malte ab den 1950er Jahren auch selbst.

### Spencer Tracy und Katharine Hepburn
Neben seiner Ehe hatte Tracy eine in äußerster Diskretion geführte Partnerschaft mit Katharine Hepburn, die von ihrem Kennenlernen 1941 bis zu seinem Lebensende Bestand hatte. Trotz dieser Beziehung, die zu einem dauerhaften Getrenntwohnen von Tracy und seiner Frau führte, ließen sich die Eheleute nicht scheiden. Als Grund dafür gab er gelegentlich seinen Katholizismus an, aber nach Einschätzung seiner Biografen waren die Hintergründe in Wirklichkeit komplexer. Die Presse, die mit MGM zum Schutze des populären Stars einen ungewöhnlichen informellen Bund geschlossen hatte, bewahrte über diese Beziehung bis 1962 Stillschweigen. Als Tracy ab den späten 1950er Jahren zunehmend krank wurde, stellte Hepburn immer wieder ihre eigene Karriere zurück, um Tracy zu betreuen und um seine Arbeit zu fördern.
Gemeinsam zu sehen sind Tracy und Hepburn in den Filmen Die Frau, von der man spricht, Die ganze Wahrheit (beide 1942), Zu klug für die Liebe (1945), Endlos ist die Prärie (1947), Der beste Mann (1948), Ehekrieg (1949), Pat und Mike (1952), Eine Frau, die alles weiß (1957) und Rat mal, wer zum Essen kommt (1967).
Die Vermarktung zweier Schauspieler als wiedererkennbares Leinwandpaar war in der Zeit des Starsystems in Hollywood recht verbreitet. Tracy und Hepburn zählten jedoch zu den beständigsten und populärsten aller US-amerikanischen Leinwandpaare. Besonders erfolgreich waren ihre gemeinsamen Komödien – Die Frau, von der man spricht, Zu klug für die Liebe, Ehekrieg und Pat und Mike –, die als klassische Darstellung des „Geschlechterkampfes“ bis heute ikonischen Charakter haben. Das Erfolgsrezept der Tracy-Hepburn-Filme bestand unter anderem in dem reizvollen Identifikationsangebot, mit dem die beiden Charaktere ihr weibliches und männliches Publikum bedienten: Hepburns weibliche Charaktere waren hochgradig modern, intelligent, kultiviert, selbstbewusst und emanzipiert. Tracys Charaktere dagegen entsprachen dem idealtypischen US-amerikanischen Mann – sportlich, maskulin, willensstark, nüchtern und konservativ. Erst im Kontrast zu den männlich-gelassenen Charakteren Tracys blühten Hepburns sprühende Frauencharaktere zu ihrem vollen Reiz auf. Andererseits war für die Zuschauer von Anfang an offensichtlich, dass Tracys bodenständig-vernünftiger männlicher Charakter das letzte Wort behalten würde. Sympathisch war dem Publikum auch die romantisch-optimistische Botschaft dieser Filme, die immer wieder zeigten, wie sich zwei grundlegend verschiedene Menschen über alle Gegensätze hinweg tief und aufrichtig lieben können.

## Wirkung
Die Nachrichtenagentur AP ermittelte Spencer Tracy 1950 in einer Meinungsumfrage als besten Filmschauspieler der Gegenwart. So unterschiedliche Schauspieler wie Montgomery Clift und Steve McQueen orientierten sich an seinem Stil. Viele Filmkollegen – darunter George M. Cohan, Laurence Olivier, James Cagney, Humphrey Bogart, Lee Strasberg, David Lean, Robert Wagner, Stanley Kramer und Katharine Hepburn – hielten Spencer Tracy für den besten Filmschauspieler überhaupt. Bud Spencer, der anfangs unter seinem bürgerlichen Namen Carlo Pedersoli auftrat, nahm seinen Künstlernamen in den 1960er Jahren in Würdigung Spencer Tracys an. Auch außerhalb der Vereinigten Staaten, zum Beispiel in der Sowjetunion, besaß Tracy große Popularität.
Als Verkörperung des prototypischen pragmatischen Amerikaners, des „Self-made man“, war Spencer Tracy eine nationale Ikone und ein Repräsentant seiner Zeit, mit dessen Filmcharakteren seine Generation sich stark identifizierte. In den 1960er Jahren wuchs in den USA jedoch eine Generation heran, die dieses Leitbild der um 1900 Geborenen zwar noch respektierte, es aber zunehmend als altmodisch empfand. Viele Filme, in denen Tracy interessante zeitlose Charaktere verkörperte – wie zum Beispiel The Power and the Glory – kamen nicht ins Fernsehen und blieben dem jüngeren Publikum daher unbekannt.
Erneute Beachtung erhielt Tracy, als 1986 – 19 Jahre nach seinem Tod – der Dokumentarfilm The Spencer Tracy Legacy: A Tribute by Katharine Hepburn herauskam. Zudem wurden weitere Beiträge zu dem Thema im Kabelfernsehen gesendet, die American Academy of Dramatic Arts im New Yorker Majestic Theatre präsentierte eine Live-Show zu Ehren Tracys, der nun postum mit einem Lifetime Achievement Award ausgezeichnet wurde. Darüber hinaus entstand der Stipendien-Fond Spencer Tracy Endowment Fund. 1988 gründete Spencer Tracys Tochter Susie gemeinsam mit der Campus Events Commission der University of California in Los Angeles (UCLA) den Spencer Tracy Award, einen Preis, der seitdem alljährlich für schauspielerische Leistungen im Film verliehen wird.
Ein beiläufiges Porträt von Tracy hat Martin Scorsese 2004 in seinem Spielfilm Aviator geliefert, in dem der Schauspieler von Kevin O’Rourke dargestellt wird.

## Deutsche Synchronstimmen
Zu den Schauspielern, die Spencer Tracy in den deutschen Synchronfassungen ihre Stimme geliehen haben, zählen:
- Michael Brennicke (Teufelsflieger, 1932)
- Hartmut Reck (20.000 Jahre in Sing Sing, 1932)
- Elmar Wepper (Blinde Wut, 1936)
- Ernst Schröder (San Francisco, 1936; Endlos ist die Prärie, 1947; Stadt in Angst, 1955)
- Michael Chevalier (Manuel, 1937)
- René Deltgen (Der Testpilot, 1938; Arzt und Dämon, 1941)
- Paul Klinger (Nordwest-Passage, 1940; Fesseln der Liebe, 1947)
- Fred Maire (Der große Edison, 1940)
- O. E. Hasse (Der Draufgänger, 1940; Ehekrieg, 1949; Vater der Braut, 1950; Ein Geschenk des Himmels, 1951; Die gebrochene Lanze, 1954; Eine Frau, die alles weiß, 1957)
- Walter Richter (Die Frau, von der man spricht, 1942)
- Horst Schön (Der Testpilot, 1938 (Neusynchronisation); Die ganze Wahrheit, 1942; Zu klug für die Liebe, 1945; Pat und Mike, 1952; Theaterfieber, 1953; Das gibt’s nie wieder – That’s Entertainment, 1976)
- Günter Strack (Das siebte Kreuz, 1944)
- Hans Nielsen (Malaya, 1949)
- Walther Suessenguth (Schiff ohne Heimat, 1952; Wer den Wind sät, 1960; Der Teufel kommt um vier, 1961; Urteil von Nürnberg, 1961; Das war der wilde Westen, 1962; Eine total, total verrückte Welt, 1963)
- Paul Wagner (Berg der Versuchung, 1956)
- Hans Hinrich (Der alte Mann und das Meer, 1958)
- Gert Günther Hoffmann (Die Große Metro-Lachparade, 1964)
- Klaus W. Krause (Rat mal, wer zum Essen kommt, 1967)

## Filmografie (Auswahl)
- 1930: Up the River
- 1932: 20.000 Jahre in Sing Sing (20,000 Years in Sing Sing)
- 1932: Teufelsflieger (Sky Devils)
- 1932: Me and My Gal
- 1933: The Power and the Glory
- 1933: Man’s Castle
- 1934: Alles Schwindel! (Bottoms Up)
- 1934: Marie Galante
- 1935: Das Schiff des Satans (Dante’s Inferno)
- 1935: Der elektrische Stuhl (The Murder Man)
- 1935: Blutige Perlen (Whipsaw)
- 1936: San Franzisko (San Francisco)
- 1936: Blinde Wut (Fury)
- 1936: Lustige Sünder (Libeled Lady)
- 1937: Manuel (Captains Courageous)
- 1938: Mannequin
- 1938: Der Werkpilot (Test Pilot)
- 1938: Teufelskerle (Boys Town)
- 1939: Stanley und Livingstone (Stanley and Livingstone)
- 1940: I Take This Woman
- 1940: Nordwest-Passage (Northwest Passage)
- 1940: Der große Edison (Edison the Man)
- 1940: Der Draufgänger (Boom Town)
- 1941: Arzt und Dämon (Dr. Jekyll and Mr. Hyde)
- 1941: Das sind Kerle (Men of Boys Town)
- 1942: Die Frau, von der man spricht (Woman of the Year)
- 1942: Tortilla Flat
- 1942: Die ganze Wahrheit (Keeper of the Flame)
- 1943: Kampf in den Wolken (A Guy Named Joe)
- 1944: Das siebte Kreuz (The Seventh Cross)
- 1944: Dreißig Sekunden über Tokio (Thirty Seconds Over Tokyo)
- 1945: Zu klug für die Liebe (Without Love)
- 1947: Endlos ist die Prärie (The Sea of Grass)
- 1947: Liebe in Fesseln (Cass Timberlane)
- 1948: Der beste Mann (State of the Union)
- 1949: Ehekrieg (Adam’s Rib)
- 1949: Edward, mein Sohn (Edward, My Son)
- 1949: Malaya
- 1950: Vater der Braut (Father of the Bride)
- 1951: Ein Geschenk des Himmels (Father’s Little Dividend)
- 1951: Der Mordprozeß O’Hara (The People Against O’Hara)
- 1952: Pat und Mike (Pat and Mike)
- 1952: Schiff ohne Heimat (Plymouth Adventure)
- 1953: Theaterfieber (The Actress)
- 1954: Die gebrochene Lanze (Broken Lance)
- 1955: Stadt in Angst (Bad Day at Black Rock)
- 1956: Der Berg der Versuchung (The Mountain)
- 1957: Eine Frau, die alles weiß (Desk Set)
- 1958: Der alte Mann und das Meer (The Old Man and the Sea)
- 1958: Das letzte Hurra (The Last Hurrah)
- 1960: Wer den Wind sät (Inherit the Wind)
- 1961: Der Teufel kommt um 4 (The Devil at 4 O’Clock)
- 1961: Urteil von Nürnberg (Judgment at Nuremberg)
- 1962: Das war der Wilde Westen (How the West Was Won) (Stimme)
- 1963: Eine total, total verrückte Welt (It’s A Mad Mad Mad Mad World)
- 1967: Rat mal, wer zum Essen kommt (Guess Who’s Coming to Dinner)

## Bühnenauftritte (Auswahl)
Schauspiel
- 22. Juni 1921–Anfang 1922: The Truth (Autor: Clyde Fitch; Ripon College) – Warder
- November 1921: The Valiant (Autoren: Halworthy Hall, Robert Middlemass; Ripon College) – Gefangener
- Dezember 1921: The Great Divide (Autor: William Vaughn Moody; Ripon College)
- 1922: R. U. R. (Autor: Karel Capek; Theater Guild, New York) – (Kleinstrolle)
- März 1923: The Wooing of Eve (Autor: Hartley Manners; Academy of Dramatic Arts, Lyceum Theater)
- März 1923: The Marrying of Ann Leete (Autor: Harley Granville-Barker; Academy of Dramatic Arts, Lyceum Theater)
- März 1923: The Importance of Being Earnest (Autor: Oscar Wilde; Academy of Dramatic Arts, Lyceum Theater) – Minister
- Juni 1923: The Man Who Came Back (Autor: Jules Eckert Goodman; White Plains)
- Juni 1923: Getting Gertie’s Garter (Autor: Wilson Collison; Fall River, Massachusetts)
- 1923: Buddies (Repertory Theater, Cincinnati)
- 12. November 1923–Dezember 1923: A Royal Fandango (Autorin: Zoe Atkins; Plymouth Theatre, Broadway) – Holt, Detektiv
- 1924: Page the Duke (Grand Rapids)
- Sommer 1924: The Sheep Man (Stamford, Connecticut)
- 1925: The Song and Dance Man (Autor: George M. Cohan; Trent Theater Stock Company, Trenton)
- 21. September 1926–Januar 1927: Yellow (Autorin: Margaret Vernon; National Theatre, Broadway) – Jimmy Wilkes, Bankangestellter
- Frühjahr 1927: Laff That Off (Autor: Don Mullally; Faurot Opera House, Lima)
- Frühjahr 1927: Applesauce (Autor: Barry Conners; Faurot Opera House, Lima)
- 12. September 1927–Februar 1928: The Baby Cyclone (Autor: George M. Cohan; Henry Miller’s Theatre, Broadway) – Gene Hurley
- 1928: Ned McCobb’s Daughter (Autor: Sidney Howard; Chicago, Princess Theater)
- Frühjahr 1928: Whispering Friends (Autor: George M. Cohan; Hudson Theatre, Broadway) – Joe Sanford
- Weihnachten 1928: Tenth Avenue (Baltimore)
- 6. März 1929–April 1929: Conflict (Autor: Warren F. Lawrence; Fulton Theatre, Broadway) – Richard Banks
- 20. September 1929–September 1929: Nigger Rich/The Big Shot (Autor: John McGowan; Royale Theatre, Broadway) – Eddie Perkins
- 1929: Dread (das Stück wurde bereits eingestellt, bevor es an den Broadway gelangte)
- 1929: Veneer (Autor: Hugh Stanislaus Stange; Sam H. Harris Theatre, Broadway)
- 13. Februar 1930–Oktober 1930: The Last Mile (Autor: John Waxley; Sam H. Harris Theatre, Broadway) – John Mears
- 10. November 1945–19. Januar 1946: The Rugged Path (Autor: Robert W. Sherwood; Plymouth Theatre, Broadway) – Morey Vinion

Andere Auftritte
- 1944: Lincoln Portrait (Komponist: Aaron Copland; Los Angeles Philharmonic Orchestra, Dirigent: Alfred Wallenstein) – Erzähler[62]

## Filme über Spencer Tracy
- The Spencer Tracy Legacy: A Tribute by Katharine Hepburn (Fernsehdokumentarfilm, USA 1986)
- Biography – Spencer Tracy: Triumph & Turmoil (Fernsehdokumentarfilm, USA 1999)
- Spencer Tracy and Katharine Hepburn (Fernsehdokumentarfilm, Frankreich 2003)

## Auszeichnungen

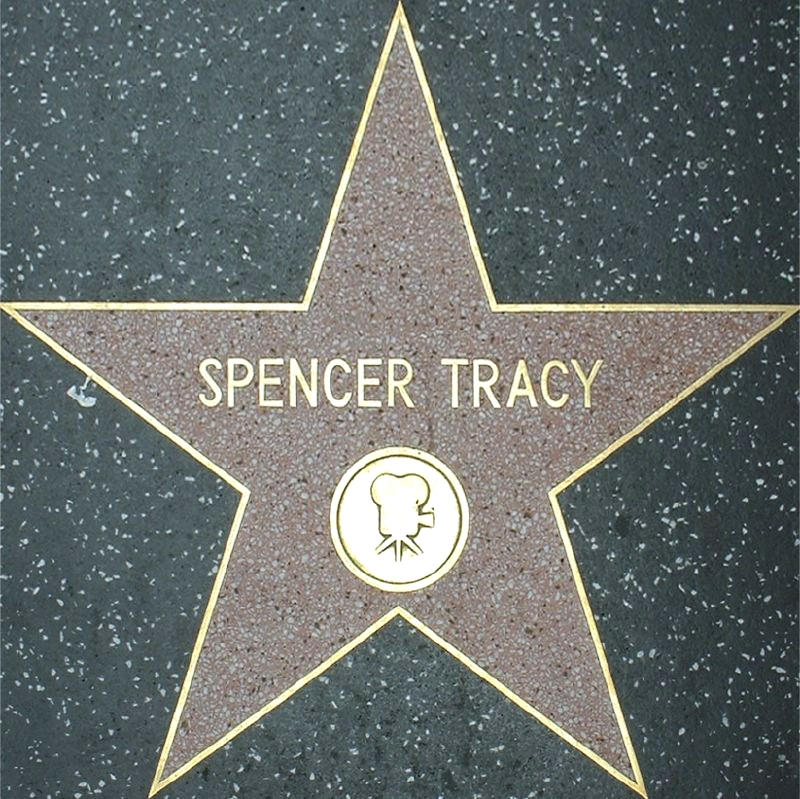
Tracys Stern auf dem Hollywood Walk of Fame

### Filmpreise
- 1936: „Most Distinguished Performance of the Month“, Auszeichnung der Screen Writers Guild, verliehen in zwei aufeinanderfolgenden Monaten für Blinde Wut und San Francisco[63]
- 1938: Oscar als bester Hauptdarsteller in Manuel (Die Statue trägt die Gravur Dick Tracy)
- 1939: Oscar als bester Hauptdarsteller in Teufelskerle
- 1954: Golden Globe als bester Schauspieler in Theaterfieber
- 1955: Bester Schauspieler bei den Filmfestspielen von Cannes für Stadt in Angst
- 1958: Bester Schauspieler, National Board of Review, in Der alte Mann und das Meer
- 1962: Bester ausländischer Darsteller, Fotogramas de Plata für Urteil von Nürnberg
- 1969: Britischer Filmpreis als bester Schauspieler in Rat mal, wer zum Essen kommt (postum)

Auf dem Hollywood Walk of Fame wurde dem Schauspieler ein Stern gewidmet (bei 6812 Hollywood Boulevard).

### Filmpreis-Nominierungen
- 1937: Oscar-Nominierung als bester Hauptdarsteller in San Francisco
- 1951: Oscar-Nominierung als bester Hauptdarsteller in Vater der Braut
- 1954: Nominierung für den British Film Academy Award als bester ausländischer Schauspieler in Theaterfieber
- 1955: Oscar-Nominierung als bester Hauptdarsteller in Stadt in Angst
- 1957: Nominierung für den British Film Academy Award als bester ausländischer Schauspieler in Berg der Versuchung
- 1959: Oscar-Nominierung als bester Hauptdarsteller in Der alte Mann und das Meer
- 1959: Golden-Globe-Nominierung als bester Schauspieler in Der alte Mann und das Meer
- 1959: Nominierung für den British Film Academy Award als bester ausländischer Schauspieler in Das letzte Hurra
- 1961: Oscar-Nominierung als bester Hauptdarsteller in Wer den Wind sät
- 1961: Nominierung als bester Hauptdarsteller, Laurel Awards, in Wer den Wind sät
- 1961: Nominierung für den British Film Academy Award als bester ausländischer Schauspieler in Wer den Wind sät
- 1962: Oscar-Nominierung als bester Hauptdarsteller in Das Urteil von Nürnberg
- 1968: Oscar-Nominierung als bester Hauptdarsteller in Rat mal, wer zum Essen kommt (postum)
- 1968: Golden-Globe-Nominierung als bester Schauspieler in Rat mal, wer zum Essen kommt (postum)
- 1968: Nominierung als bester Hauptdarsteller, Laurel Awards, für Rat mal, wer zum Essen kommt (postum)

### Sonstige Auszeichnungen
- 10. Juni 1940: Ehrendoktorwürde der Schauspielabteilung des Ripon College[64]
- 1950: Auszeichnung der Women’s Research Guild of America als der Mann, der amerikanische Frauen emotional am stärksten beeinflusst[65]
- 1950: Preis der Catholic Stage Guild von Irland[65]